# تريفور سميث (لاعب كريكت)
تريفور سميث (18 يناير 1977 - )  (بالإنجليزية: Trevor Smith)‏ هو لاعب كريكت بريطاني.